# Antihéros
Pour l’article homonyme, voir Anti-Hero.
 (janvier 2024).
Si vous disposez d'ouvrages ou d'articles de référence ou si vous connaissez des sites web de qualité traitant du thème abordé ici, merci de compléter l'article en donnant les références utiles à sa vérifiabilité et en les liant à la section « Notes et références ».

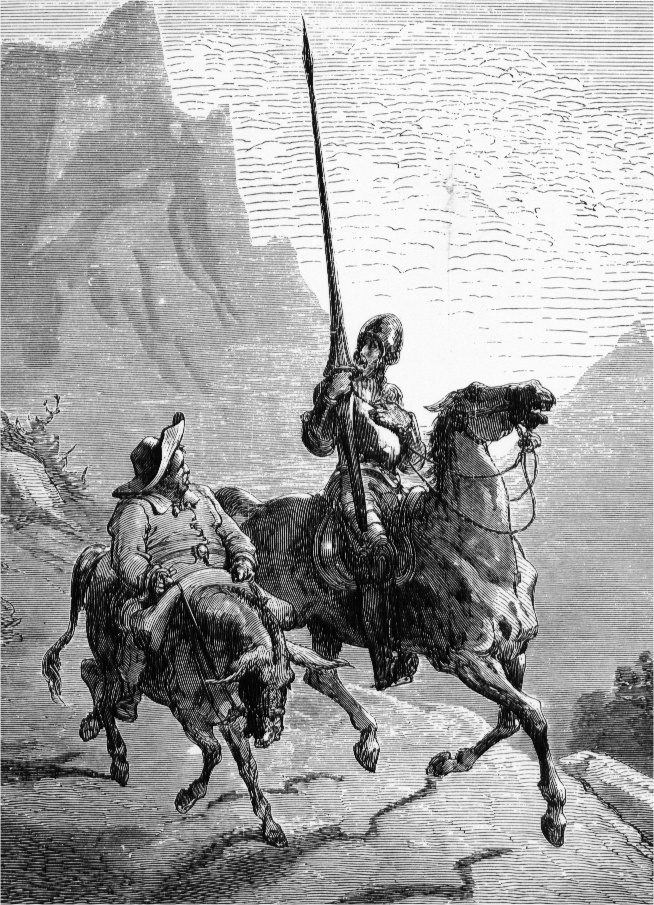
Le stéréotype de l'antihéros : Don Quichotte.

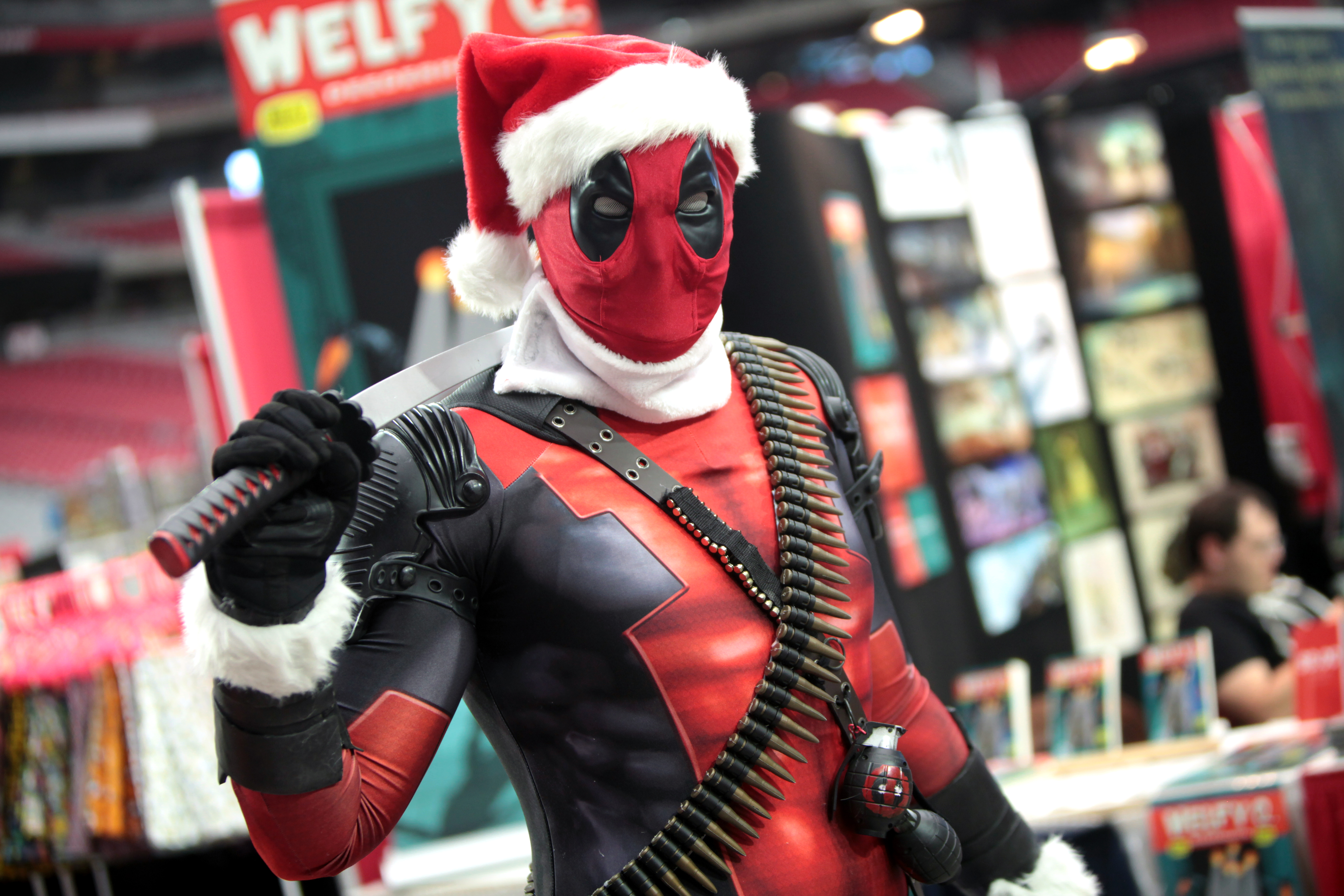
Le personnage de Deadpool (cosplay) est une icône moderne du héros négatif, rendant la justice mais n’ayant aucune qualité héroïque en lui-même.

L’antihéros (ou anti-héros) est le personnage central d’une œuvre de fiction qui ne présente pas certaines des caractéristiques du héros conventionnel, voire dans certains cas aucune. Certains considèrent la signification de ce terme comme suffisamment étendue pour englober également un antagoniste qui, contrairement au méchant, suscite une sympathie et/ou une admiration non négligeable.

## Définition
Le plus souvent, le personnage principal d’une histoire est un héros. La personne a avant tout de bonnes qualités: elle poursuit un but noble, combat le mal, est généreuse, idéaliste, courageuse, forte, attirante et intelligente.
Un antihéros, en revanche, a également des qualités négatives. Par exemple, il recherche des plaisirs superficiels, est docile, lâche, égoïste ou même cruel. Parfois, il est plus populaire qu’un héros parce qu’il résonne avec ses défauts humains. Le spectateur sympathise avec ses expériences. Un antihéros est plus réaliste qu’un héros. De plus, un héros conventionnel n’est que trop prévisible ; vous savez qu’il gagne toujours et choisit le bon côté, alors qu’un antihéros est un personnage plus complexe et moralement ambigu.
Quand il s’agit d’amour, un anti-héros vit des aventures superficielles. L’amour véritable et durable n’est pas pour lui.
Un antihéros n’est pas la même chose qu’un méchant. Un méchant est l’ennemi du héros traditionnel (et par extension de l’antihéros); Il est fondamentalement mauvais. Un antihéros, en revanche, a un mélange de bonnes et de mauvaises qualités. Pour vous donner une idée, si nous avons l’habitude de donner la couleur blanche à un héros et la couleur noire à un méchant, on peut dire qu’un antihéros est plutôt dans une « zone grise », c’est-à-dire qu’un antihéros n’est pas absolument bon ou absolument mauvais, mais plutôt un personnage moralement ambigu. Malgré ses faiblesses, le lecteur peut éprouver de la sympathie pour lui et se reconnaître en lui.
Dans le cinéma français des années 1970, un tel personnage de premier plan est interprété par Jean Carmet dans Dupont-Lajoie. Père de famille humain et à ses débuts bon camarade, mais aussi violeur, raciste et meurtrier par racisme, il finit exécuté par le frère d'une victime, faute d'avoir été jugé.

## Histoire
Dans l'Antiquité, les qualités du héros typique étaient : la renommée, la gloire — kléos — ; la force, la rage de vaincre — biè — (Ajax, Héraclès) ; le courage (tous) ; la sagesse — pinutè — ; l’intelligence (Ulysse) ; la grandeur, la magnanimité — megethos — ; une habileté exceptionnelle dans une activité noble, comme la guerre (héros de l’Iliade) ou l’art (Orphée) ; l’accomplissement d’exploits (Héraclès, Jason, Ulysse) ; la descente aux Enfers — catabase — ou la rencontre avec des esprits que l'on a fait revenir ponctuellement des Enfers par un rituel magique — nekuia — (Énée, Héraclès, Orphée, Ulysse…) ; l’apothéose (tous), c’est-à-dire la divinisation.
L’antihéros peut être un personnage mauvais ou médiocre, qui n’effectue pas de noble quête, ou n’est pas animé de sentiments altruistes, etc. Même si le mot est récent, bien des personnages de la religion grecque antique commettent des actions franchement anti-héroïques (ainsi Ajax qui, aveuglé par Athéna, massacre le bétail de l’armée achéenne en croyant s’en prendre à ses guerriers, parce que les Achéens lui ont refusé d’hériter des armes d’Achille, et les ont données à Ulysse).
Il peut aussi s’agir d’un « bon » héros, mais dont les caractéristiques physiques l’éloignent apparemment de son rôle (par exemple : le poids, la taille, l’apparence, une certaine condition physique, psychologique ou un handicap quelconque). Le personnage peut aussi devenir « héros malgré lui », en accomplissant des exploits sans pour autant chercher la gloire ou la justice.
L’« antihéros » est cependant aussi, assez souvent, un héros, en ce sens que, « héros malgré lui » ou « personnage sans quête », il peut, au cours des péripéties auxquelles il est confronté, réaliser des exploits héroïques, ne serait-ce qu’à son corps défendant.
Dans les représentations du monde moderne, où la figure héroïque classique a changé ou parfois même disparu (voir désenchantement du monde), l’antihéros peut être identifié au ringard ou au maladroit attachant (Peter Schlemihl, Nasr Eddin Hodja…). L'antihéros est aussi souvent un personnage bourru ou renfermé qui montre un comportement assez égoïste, combattant pour des motifs a priori intéressés mais aboutissant à un résultat héroïque.

## Typologie
- Si vous ne connaissez pas le sujet, laissez ce bandeau (vous pouvez alors contacter les auteurs).
- Si vous supprimez le contenu mis en cause (vous pouvez préalablement contacter les auteurs),

argumentez précisément cette suppression dans la page de discussion
(un manque de référence n'est pas un argument ; une recherche réelle de référence doit avoir été effectuée, être formellement documentée).
On peut considérer quatre types principaux d’antihéros :
- le personnage « sans qualités », l’être ordinaire vivant une vie ordinaire dans un cadre ordinaire (comme dans "Happiness Therapy") ;
- le héros négatif, porteur de valeurs anti-héroïques et en général antisociales, mais sans qualités « héroïques » (en ce sens, Fantômas par exemple n’est pas un héros négatif, car il est porteur de qualités héroïques, mais au service du mal) ;
- le héros décevant, un personnage ayant potentiellement des qualités héroïques mais qui n’en fait pas usage ou les utilise mal ou à mauvais escient, ou qui tend à perdre ces qualités, ou enfin qui se trouve dans un cadre où ces qualités ne sont plus appréciées ou admises (Frodon, contrairement aux autres personnages du "Seigneur des anneaux") ;
- le héros « décalé », un personnage ordinaire, sans qualités, qui par les circonstances se trouve plongé dans une situation extraordinaire (comme le personnage de B. Poelvoorde dans "Les deux mondes").

Le premier cas concerne surtout les personnages principaux d’œuvres comiques de la littérature (les héros de Trois hommes dans un bateau de Jerome K. Jerome par exemple), de la bande dessinée (Donald Duck, Gaston Lagaffe, Jean-Claude Tergal), du cinéma (beaucoup des personnages incarnés par Woody Allen), mais on peut aussi les trouver dans des œuvres sérieuses, quoique non dénuées d’humour, comme pour le Narrateur et personnage principal de la Recherche du temps perdu de Proust et bien sûr celui de l'Homme sans qualités de Musil, deux paradigmes du « non héros » dans le roman moderne. Beaucoup de personnages principaux des films de Clint Eastwood en tant que réalisateur, tels ceux de Honkytonk Man et de Bronco Billy, sont aussi de cette veine du héros « sans qualités ».
Le deuxième cas domine dans la littérature et le cinéma « noirs » centrés sur la figure du gangster. Dans ces romans ou ces films, les « héros » qui obéissent à des principes dépréciés ou dénigrés par la société, sont le plus souvent sans envergure et, par souci moral (le code Hays aux États-Unis, par exemple) ou par la trajectoire de vie même de ces personnages, tendent à un destin tragique (mort ou emprisonnement). On en trouvera des exemples dans la plupart des romans de David Goodis et dans des films noirs comme les Tueurs de Robert Siodmak. Le protagoniste de Dexter en est un autre exemple.
Le héros décevant est un antihéros de bien plus ancienne origine et figure dans nombre de contes populaires ; c’est dans ce cas le héros qui, par sa propre faute ou du fait des circonstances, ne parvient pas à accomplir sa quête. Il figure parmi les archétypes définis par les formalistes russes, puis par Greimas dans ses travaux de sémiotique narrative. On retrouve abondamment cette figure de héros décevant dans le cinéma, et principalement dans le genre western à partir du début des années 1950, les premiers réalisateurs allant clairement vers cette voie étant Nicholas Ray (avec Johnny Guitare et Les Indomptables) et Elia Kazan (avec Viva Zapata!), deux films de 1952. Cependant, il existe d’autres films de ce genre qui, sans avoir la radicalité de ces deux-là, introduisent une image de héros décevant, comme Le Fils du désert (1948) de John Ford, où les « héros », des hors-la-loi, vont au bout de leur aventure mourir ou finir en prison, malgré leurs actes héroïques, ou Le Trésor de la Sierra Madre de John Huston où l’on assiste à une succession de quêtes trompeuses, les « héros » échouant l’un après l’autre à les réaliser. Ce dernier film était bien sûr à rapprocher de la veine du film noir, de laquelle son réalisateur fut partie prenante. Dans La Dernière Chasse de Richard Brooks, Charlie Gilson, le personnage principal est un chasseur de bisons raciste, symbole en sa personne du génocide des Amérindiens, et obsédé par une haine destructrice et sadique. La même année John Wayne interpréte un rôle similaire complètement à contre-emploi de ses rôles sympathiques habituels : Ethan Edwards dans La Prisonnière du désert  de John Ford. Pétri de haine à l'égard des Comanches, il rabaisse son neveu métis, détruit des tombes indiennes, tue gratuitement des bisons pour affamer les Comanches et pense à tuer sa nièce enlevée et assimilée par une tribu. Le western d'Henry King, Bravados (1958), met en scène un cow-boy, Jim Douglas, d'apparence héroïque à la poursuite de quatre hommes qu'il tient pour responsables de l'assassinat et du viol de sa femme, ainsi que du pillage de son ranch. En fait aveuglé par sa vengeance, il découvre à la fin de l'aventure le danger de se faire justice soi-même. Il s'était laissé manipuler par le vrai coupable et tua des innocents. L'avant-dernière séquence le montrait en échec cuisant. Il faisait intrusion dans un foyer composé d'un couple et d'un bébé, braquait son revolver sur le mari, dernier survivant de la bande, se faisait assommer par la femme, et se voyait imposer un duel oratoire qu'il perdait en découvrant l'horrible vérité. Le sous-titre du film qui s'appelait de la vengeance à la repentance renvoie à la dernière séquence où il est en proie à un terrible remords qu'il ne peut surmonter que par la prière. Un autre western met en scène des héros manipulés. Dans Les Professionnels à nouveau de Richard Brooks (1966) quatre hommes étaient engagés pendant la révolution mexicaine de 1917 par un propriétaire texan pour libérer sa femme enlevée par un chef révolutionnaire. Ils réussissaient militairement l'opération, mais n'en sortaient pas moralement grandis. La femme était en réalité l'amante de ce chef. Ils durent se racheter en renonçant à la prime et en relaissant partir avec son amant la soi-disant kidnappée. En 1969 dans Le Reptile  Joseph L. Mankiewicz opposa un repris de justice (Paris Pittman Jr /Kirk Douglas ) et un shérif (Woodward Loperman/Henry Fonda). Ce sont tous deux des manipulateurs, l'un derrière ses fausses lunettes, l'autre son faux humanisme, qui recherchent pour leur seul intérêt l'argent d'un braquage. Dans Soleil Rouge le réalisateur Terence Young créa deux antihéros opposés Gotsh Alain Delon et Link Charles Bronson, le premier est un tueur sadique raffiné alors que le second est un bandit plutôt rustre.
Presque toujours présenté comme un héros sans peur et sans reproche, Buffalo Bill, déjà protagoniste tout en nuances du western de William Wellman (1944), devient clairement un antihéros bravache sous les traits de Paul Newman, dans le film de Robert Altman, Buffalo Bill et les Indiens.
Le héros décalé se trouve dans tous les arts, mais particulièrement dans la bande dessinée, du fait que cette technique allie l’immédiateté visuelle du cinéma et la facilité de réalisation de la littérature, ce qui lui permet de jouer avec les genres sans que ces décalages induisent la mobilisation de moyens du cinéma, et avec l’avantage par rapport à la littérature que les lecteurs de bande dessinée admettent assez facilement ce jeu. De nombreuses bandes dessinées de science-fiction, et assez de nouvelles et de romans de ce genre, jouent de ce décalage où le héros (souvent éponyme) est un personnage ordinaire se retrouvant dans une situation extraordinaire. Dans la littérature, plusieurs auteurs utilisent ce procédé, Fredric Brown, R. A. Lafferty et James Tiptree, Jr. sur le mode comique, humoristique ou décalé, Serge Brussolo, Philip K. Dick et Thomas M. Disch dans des genres plus sérieux quoique souvent non dénués d’ironie.
Le comte de Monte-Cristo d'Alexandre Dumas narre l'histoire d'un héros, Edmond Dantès, qui devient presque un antihéros après quatorze années de détention ignoble au château d'If. En proie au doute pour avoir provoqué involontairement dans sa vengeance implacable la mort d'un enfant Edouard de Villefort fils d'un de ses persécuteurs condamné à la folie il s'écrie auprès de son ancienne fiancée Mercédes mariée à un autre persécuteur Fernand Mondego mort par suicide : 
"De bon, confiant, oublieux je me suis fait vindicatif, dissimulé, méchant". Seule la jeune Grecque, Haydée, à qui il rend justice en révélant au grand jour la trahison dont s'est rendu coupable Mondego à l'encontre de son père, lui permet de dissiper ses remords. Au XXe siècle les nombreuses adaptations cinématographiques et télévisées vont presque toutes supprimer le meurtre de l'enfant et ce sentiment consécutif de culpabilité de Monte-Cristo, leurs réalisateurs et scénaristes étant attachés à l'image du vengeur positif .